# Vattentjockfot
Vattentjockfot (Burhinus vermiculatus) är en afrikansk fågel i familjen tjockfotar inom ordningen vadarfåglar. Den förekommer i Afrika söder om Sahara, där i större utsträckning än flera av sina släktingar mer kopplat till vatten, därav namnet. IUCN listar beståndet som livskraftigt.

## Utseende och läten
Vattentjockfoten är en medelstor (38-41 cm) tjockfot med en karakteristisk grå vingpanel som syns även på stående fågel. Den har till skillnad från tjockfoten ett vitt streck ovan vingpanelen, men saknar ett svart under. Vidare har den mycket mindre gult på näbben. Det vita inslaget på yttre handpennorna är mindre än hos senegaltjockfoten. Lätet är ett sorgesamt, fallande och avstannande "ti-ti-ti-tee-teee-tooo" som oftast levereras nattetid.

## Utbredning och systematik
Vattentjockfot delas in i två underarter med följande utbredning:
- Burhinus vermiculatus vermiculatus – förekommer från Demokratiska republiken Kongo till Somalia och Sydafrika
- Burhinus vermiculatus buettikoferi – förekommer från Liberia till Nigeria och Gabon, tillfälligt i Senegal och Gambia

## Levnadssätt

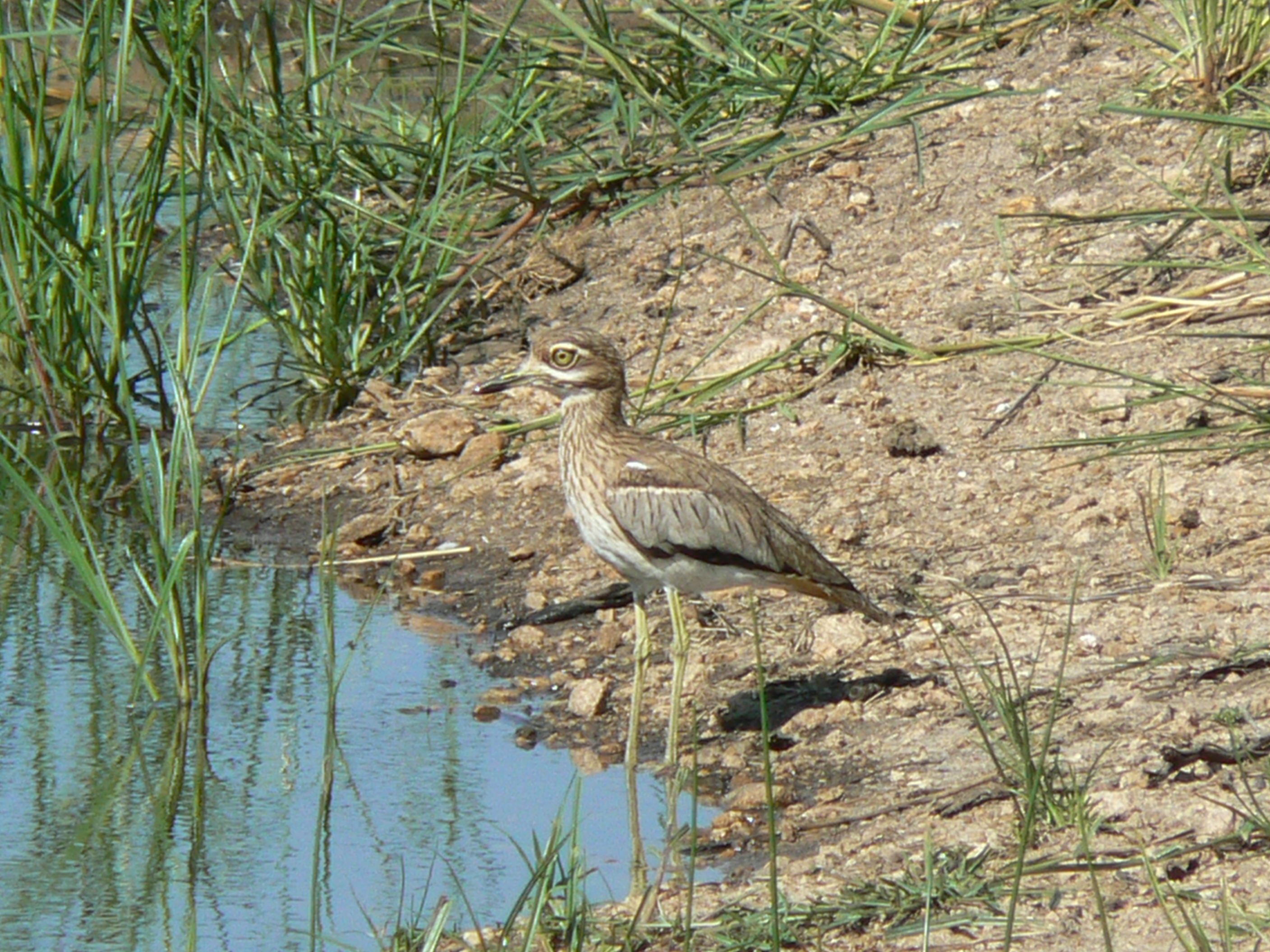
Vattentjockfoten är som namnet avslöjar mer bunden till vatten än de flesta av sina släktingar.

Vattentjockfoten hittas från havsnivån till 1 800 meters höjd vid sjökanter och flodmynningar, men även i mangroveträsk och vid skyddade stränder. Den födosöker på marken, mestadels under dygnets mörka timmar, på jakt efter insekter, kräftdjur och mollusker.

### Häckning
Häckning sker under torrperioden eller början av regnperioden. Den lägger två sandgula ägg i en uppskrapad grop i marken, vanligen nära vatten. Äggen ruvas i 22–25 dagar av båda föräldrarna som även hjälps åt med att mata ungarna.

## Status och hot
Arten har ett stort utbredningsområde men hotas av störningar från människan och predation från hundar på stränder. Det är dock oklart i vilken omfattning det påverkar artens bestånd. Utifrån dessa kriterier kategoriserar IUCN arten som livskraftig (LC).

## Taxonomi och namn
Vattentjockfoten beskrevs vetenskapligt av Cabanis 1868. Artnamnet vermiculatus betyder "med maskliknande teckningar", från diminutiv av latinets vermis, "mask".